# Geastraceae
Famille
Les Geastraceae sont une famille de champignons basidiomycètes. Ils comprennent environ 64 espèces réparties entre 8 genres dont Geastrum et Myriostoma.

## Taxonomie et systématique
La famille des Geastraceae sont décrits par le mycologue Italien August Carl Joseph Corda en 1842 et a pour synonyme Sphaerobolaceae. 
Les anciennes classifications placent cette famille parmi les champignons gastéromycètes, dans l'ordre des Lycoperdales puis, plus récemment, dans celui des Phallales. En 2010, la famille est considérée comme l'unique taxon de l'ordre des Geastrales. 

## Biologie
Les fructifications de plusieurs espèces, comme l'Astrée hygrométrique, sont hygroscopiques : par temps sec, les « pétales » sèchent et se replient autour du sac souple portant les spores, en le protégeant. Souvent, le champignon dans cet état se détache du sol et roule comme un virevoltant poussé par le vent. Lorsque le temps redevient humide, les pétales se déploient vers l'arrière et le sac se soulève du sol. Cela permet aux gouttes de pluie ou aux animaux de le frapper et de disperser les spores, qui sont éparpillées quand il y a suffisamment d'humidité pour germer.

## Relations avec les Hommes
Un membre de cette famille, Sphaerobolus stellatus, est considéré comme nuisible du bâtiment : il colonise les paillis en bois et peut projeter des spores qui font de petites taches noires sur les surfaces peintes environnantes. 

## Liste des genres

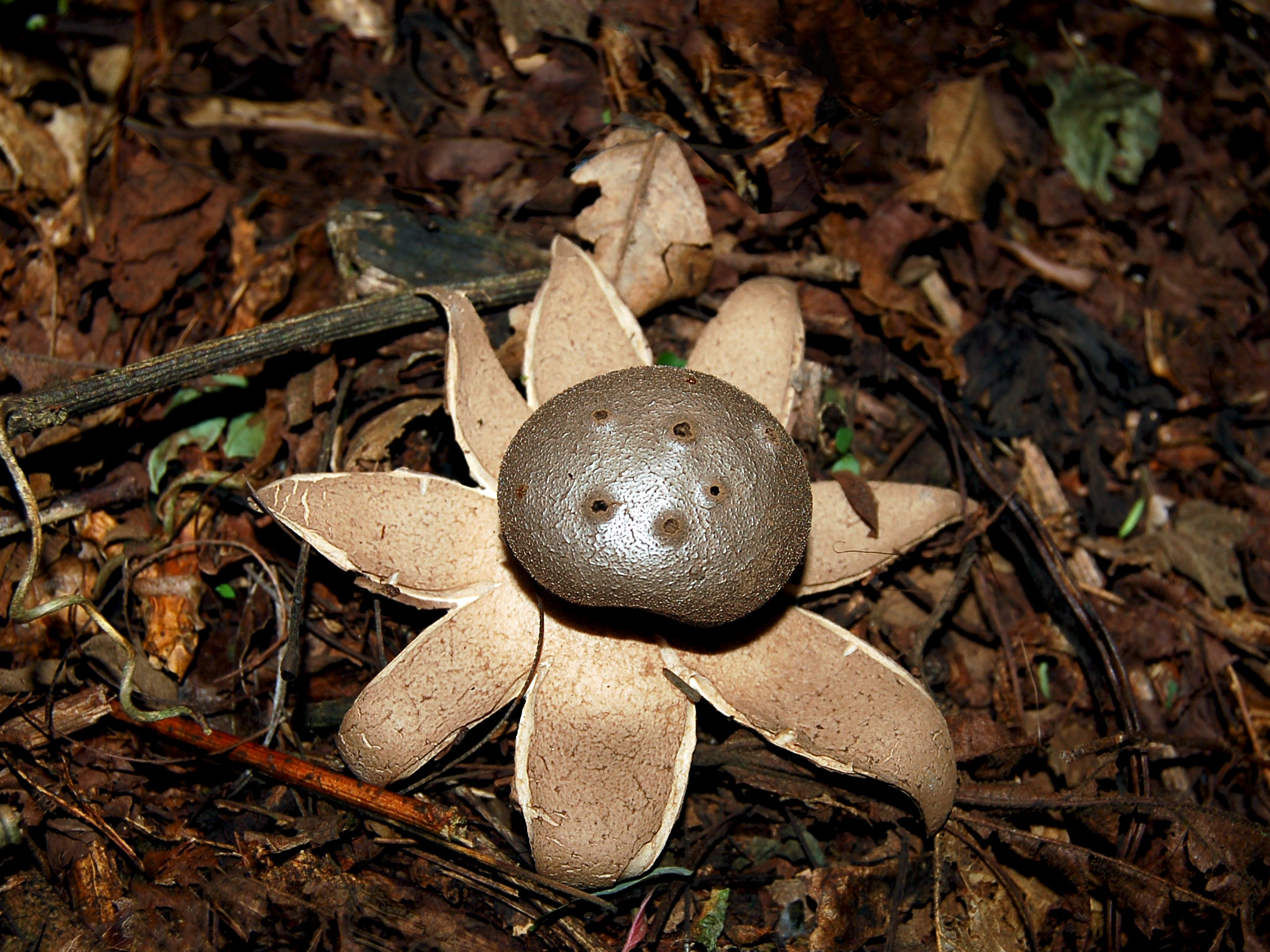
Myriostoma coliforme, du genre Myriostoma
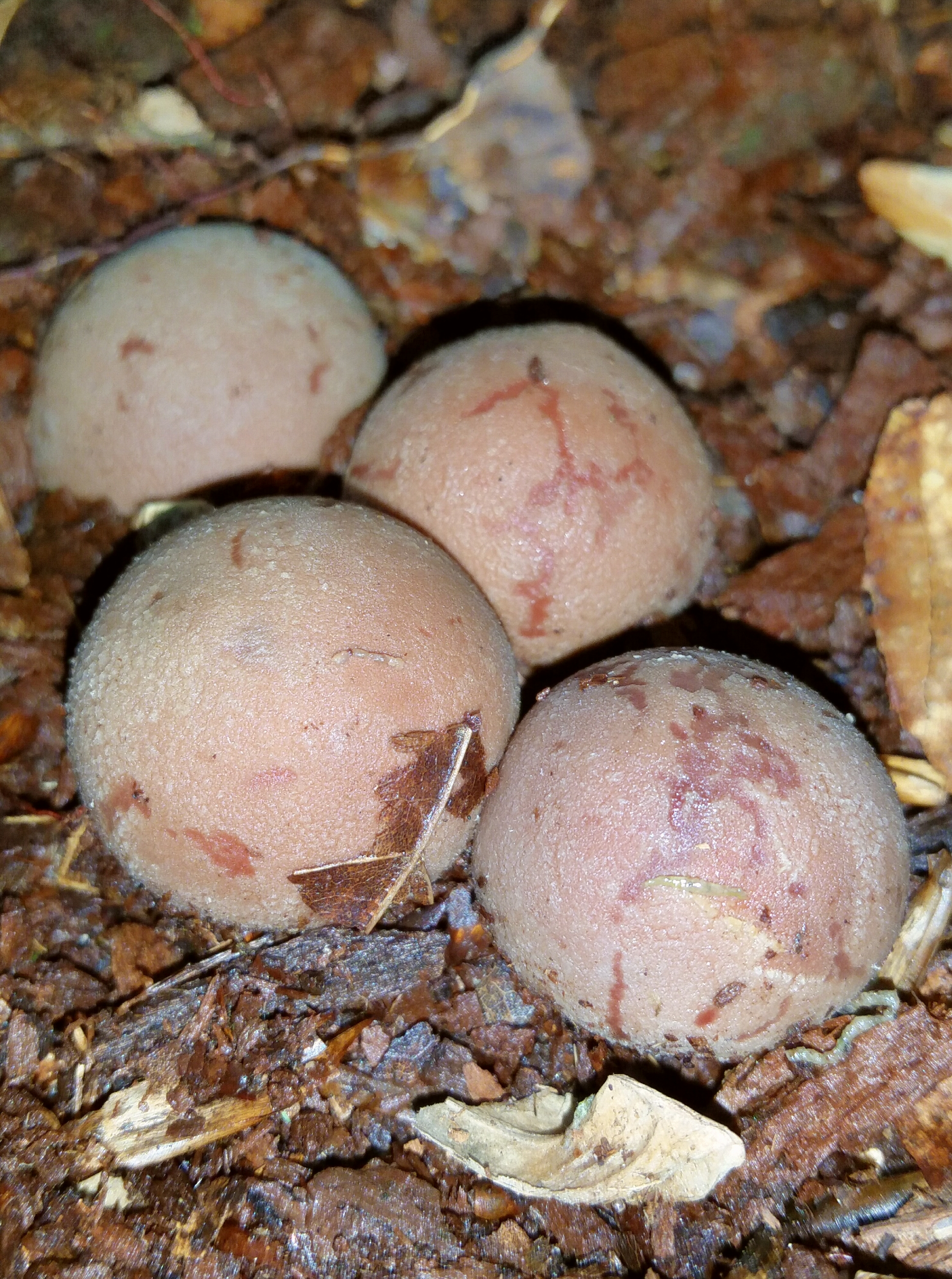
Radiigera cinnamomea du genre Radiigera
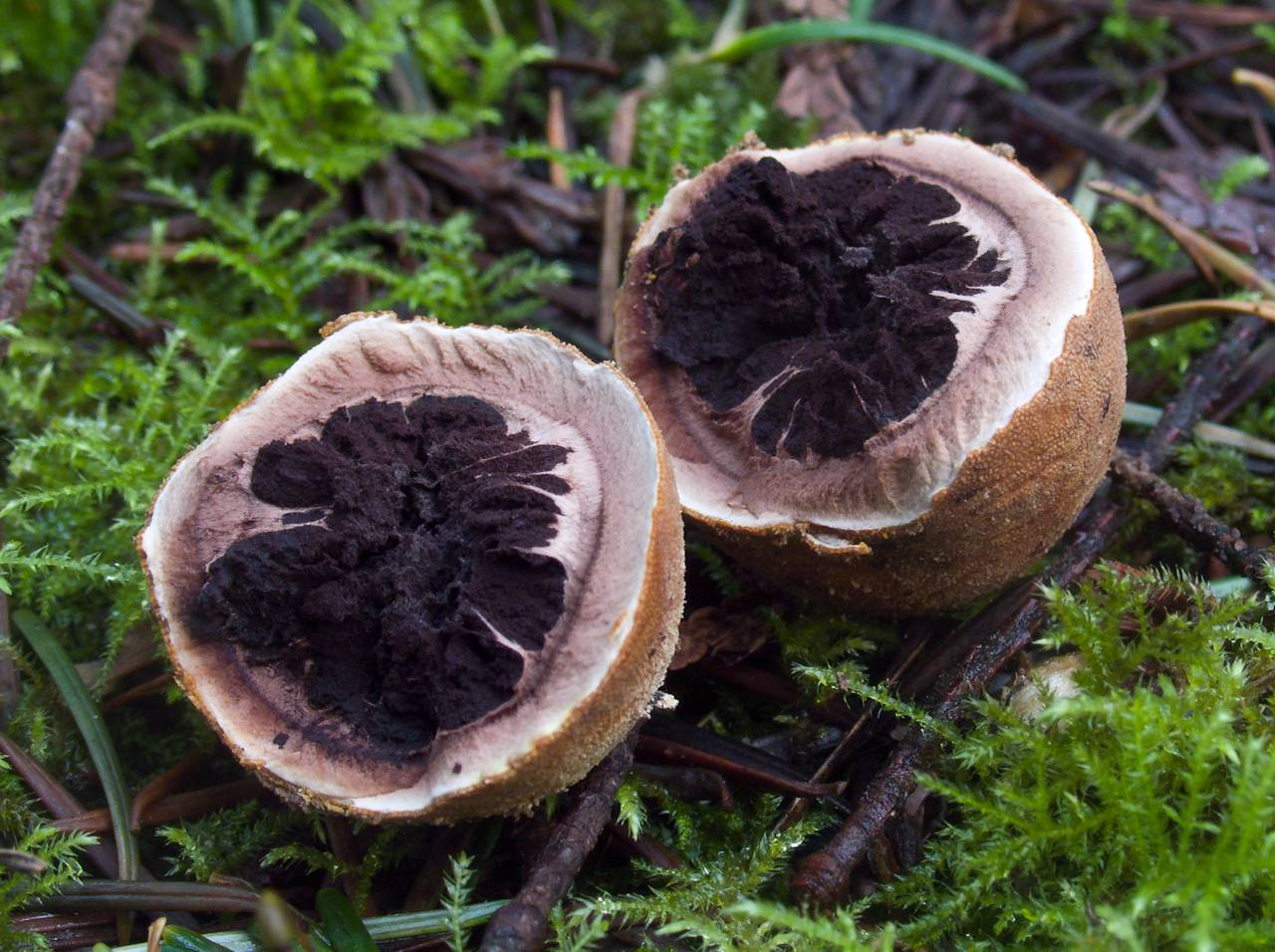
Schenella simplex du genre Schenella
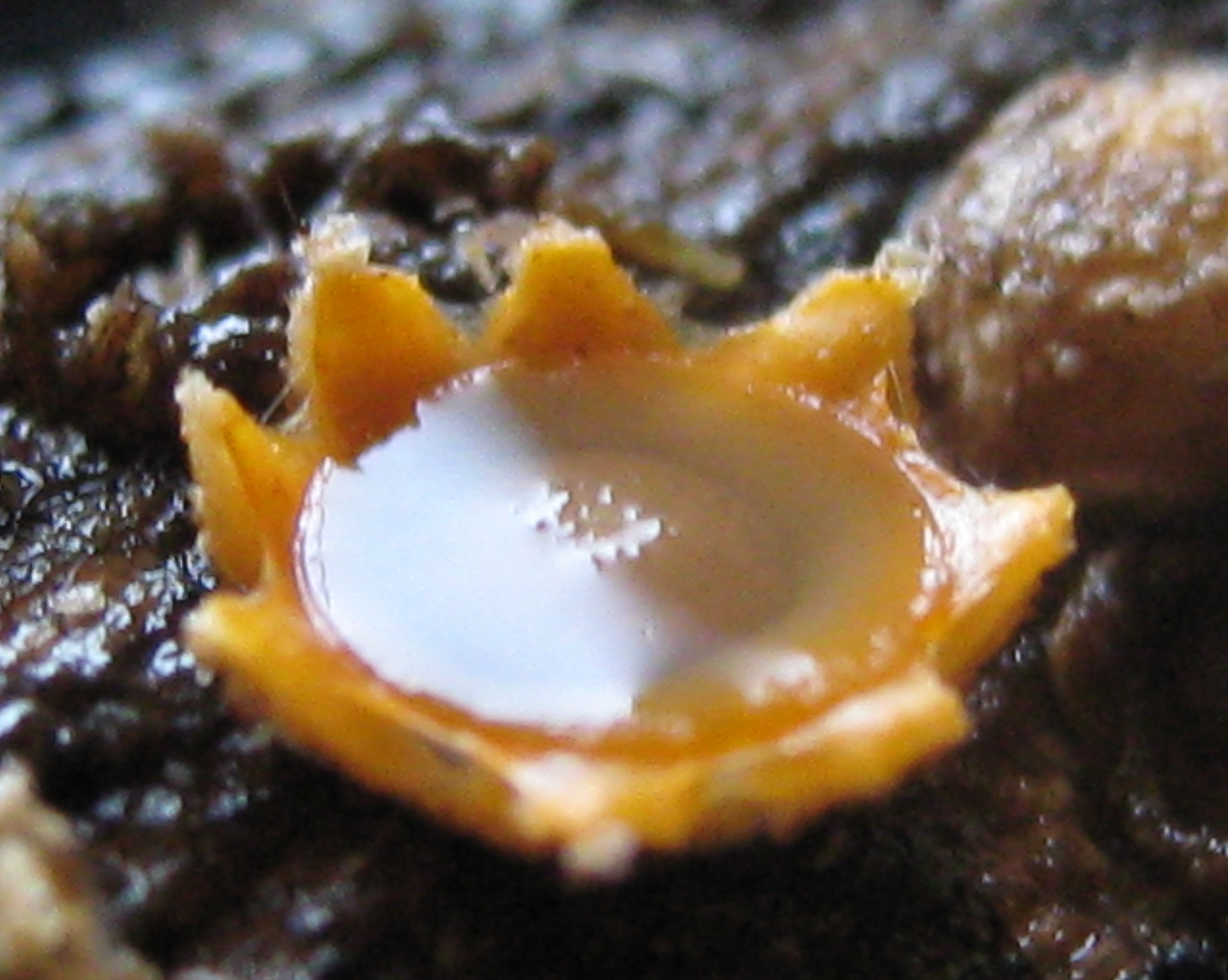
Sphaerobolus stellatus

Liste des genres selon Index Fungorum (18 octobre 2021) :
- Cycloderma
- Geasteroides W.H.Long, 1917
- Geasteropsis Hollós, 1903
- Geastrum Pers., 1794
- Mesophelliopsis
- Myriostoma Desv.
- Nidulariopsis Greis, 1935
- Phialastrum Sunhede, 1989
- Radiigera Zeller
- Schenella T.Macbr.
- Siropeltis Arx & R.Garnier
- Sphaerobolus Tode